# Артамонова, Александра Васильевна
Алекса́ндра Васи́льевна Артамо́нова — советский политический деятель, депутат Верховного Совета СССР 1-го созыва (1938—1946).
Была избрана депутатом Верховного Совета СССР 1-го созыва от Чечено-Ингушской АССР в Совет Национальностей в результате выборов 12 декабря 1937 года.